# Pityerkai járás

A Pityerkai járás a Szaratovi területen

A Pityerkai járás (oroszul Питерский муниципальный район) Oroszország egyik járása a Szaratovi területen. Székhelye Pityerka.

## Népesség
- 1989-ben 18 801 lakosa volt.
- 2002-ben 19 581 lakosa volt, melynek 20,5%-a kazah.
- 2010-ben 18 054 lakosa volt, melyből 12 193 orosz, 4 224 kazah, 272 tatár, 213 koreai, 158 ukrán, 116 fehérorosz, 116 lezg, 110 csecsen, 86 mordvin, 81 örmény, 54 azeri stb.